# Kinga de Pologne
Pour les articles homonymes, voir Kinga.
 (avril 2025).
Sainte Kinga de Pologne, appelée aussi Kunegunda ou Cunégonde (1234-1293), est duchesse de Cracovie au XIIIe siècle avant de finir sa vie dans un couvent de Clarisses en Pologne. 
D'abord princesse héritière hongroise de la dynastie royale des Árpád, par mariage, elle fut duchesse polonaise de Sandomierz à partir de 1239 et du duché de Cracovie (en) à partir de 1243.
Béatifiée en 1690 par le pape Alexandre VIII, elle a été canonisée le 16 juin 1999 au monastère des Clarisses de Stary Sącz, en Pologne. Elle est fêtée le 24 juillet.

## Sa vie
Elle est la fille du roi Béla IV de Hongrie et de Marie Lascaris et la nièce de sainte Élisabeth de Hongrie, petite nièce de sainte Edwige de Silésie, sœur de la bienheureuse Yolande, et de sainte Marguerite de Hongrie.
Contre son gré, Kinga épouse Boleslas V dit le chaste, ou le pudique, futur roi de Pologne. Elle, qui aurait voulu se consacrer à Dieu dans le célibat, refuse de consommer son mariage. Son époux ne s'y oppose pas. Ensemble, ils font vœu de chasteté et mènent une vie de charité, visitant les pauvres et les malades.
En tant que reine, Kinga fait face aux besoins de son pays, agité par les guerres et les invasions Tatares. Elle s'emploie à conserver l'unité du pays. Le peuple qui l'aime, la surnomme consolatrice, mère nourricière. La légende raconte que c'est elle qui offrit au peuple polonais la mine de sel de Wieliczka, toujours en activité aujourd'hui.
Kinga s'emploie à favoriser la canonisation de Saint Stanislas, martyr de Cracovie, en favorisant les démarches de l'évêque de Cracovie, Prandota de Bialaczew.
Quand Boleslas meurt, en 1279, Kinga vend tout ce qu'elle possède pour donner aux pauvres. Refusant de prendre la couronne de Pologne, à la suite de son époux, et même qu'il ne soit simplement fait allusion à son ancien statut de duchesse, elle rejoint le monastère des Clarisses de Stary Sącz qu'elle a fondé. C'est là qu'elle décède, le 24 juillet 1293.

## Représentations
- On la représente en habit royaux, portant une couronne, ou en habit d'abbesse, portant sur le bras un modèle réduit d'église.
- Une église Sainte Kinga a été creusée dans les mines de sel de Wieliczka.
- À sa personne et au couvent de Stary Sącz, sont liés quelques titres importants de la littérature, comme le premier livre écrit en langue polonaise, le psautier de David.

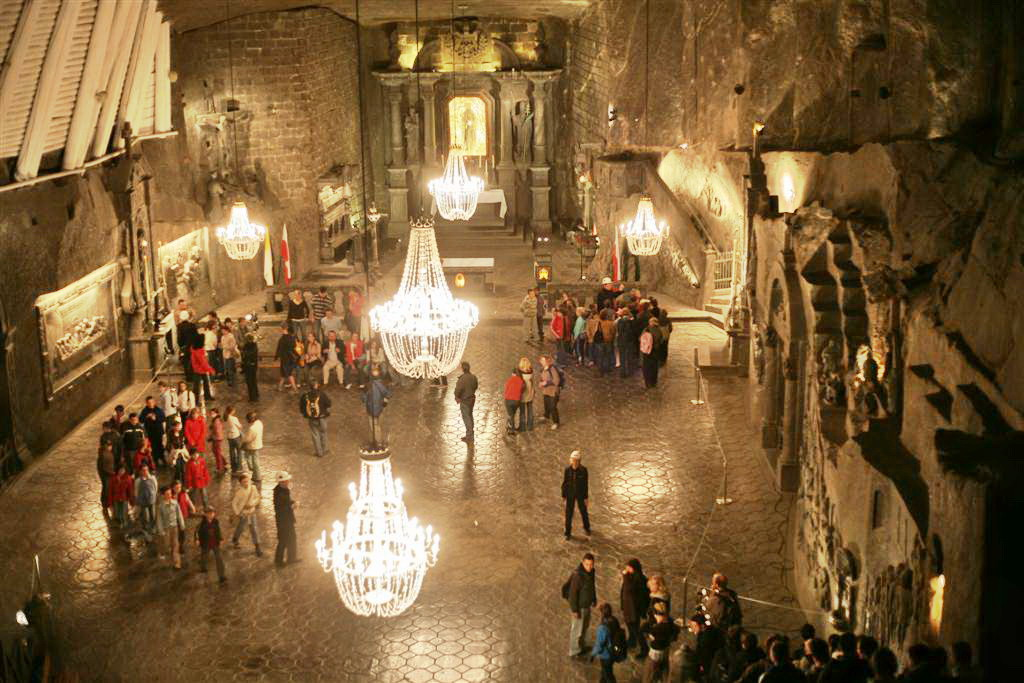
Chapelle Sainte Kinga dans la mine de sel de Wieliczka.
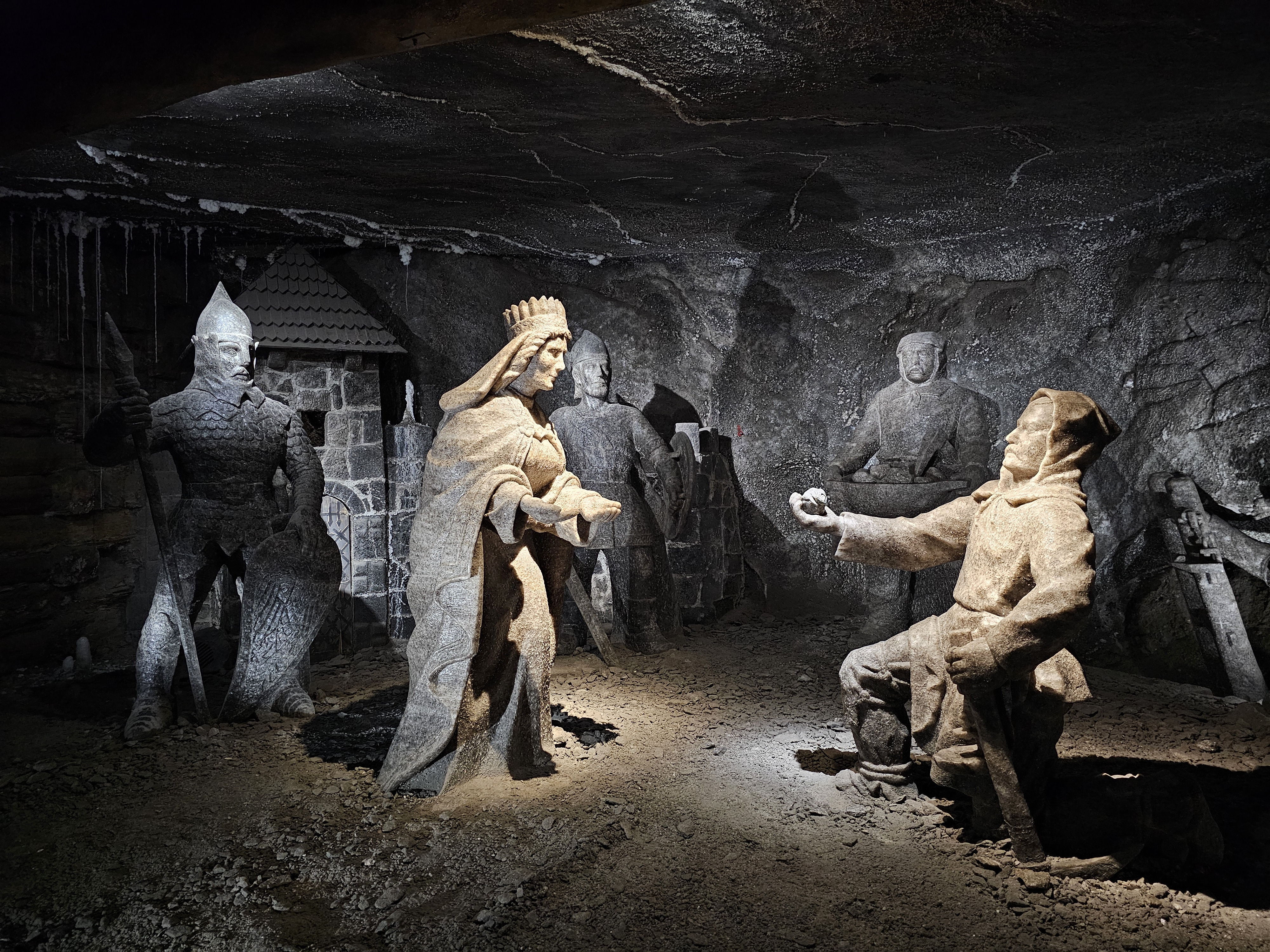
Détail de l'église de Wieliczka.

## Sources
- Texte du Pape Jean-Paul II du mercredi 16 juin 1999, à Stary Sacz.
- Abbé L. Jaud, Vie des Saints pour tous les jours de l'année, Tours, Mame, 1950.
- Documentation Catholique: 1999 n.14 p.689-691.

- (en) Cet article est partiellement ou en totalité issu de l’article de Wikipédia en anglais intitulé « Kinga of Poland » (voir la liste des auteurs).